# 西藏豆瓣菜
西藏豆瓣菜（学名：Nasturtium tibeticum）为十字花科豆瓣菜属的植物，是中国的特有植物。分布在中国大陆的四川、青海、西藏等地，生长于海拔4,200米至4,830米的地区，常生长在山地阳坡、石滩、高山草甸或河滩砂石中，目前尚未由人工引种栽培。
其种加词“tibeticum”意为“西藏的”。
现接受名为高山芥（Shehbazia tibetica D.A.German, 2014）。